# Nagyhegyes
Nagyhegyes je vas na Madžarskem, ki upravno spada pod podregijo Hajdúszoboszlói Županije Hajdú-Bihar.